# ألبرو

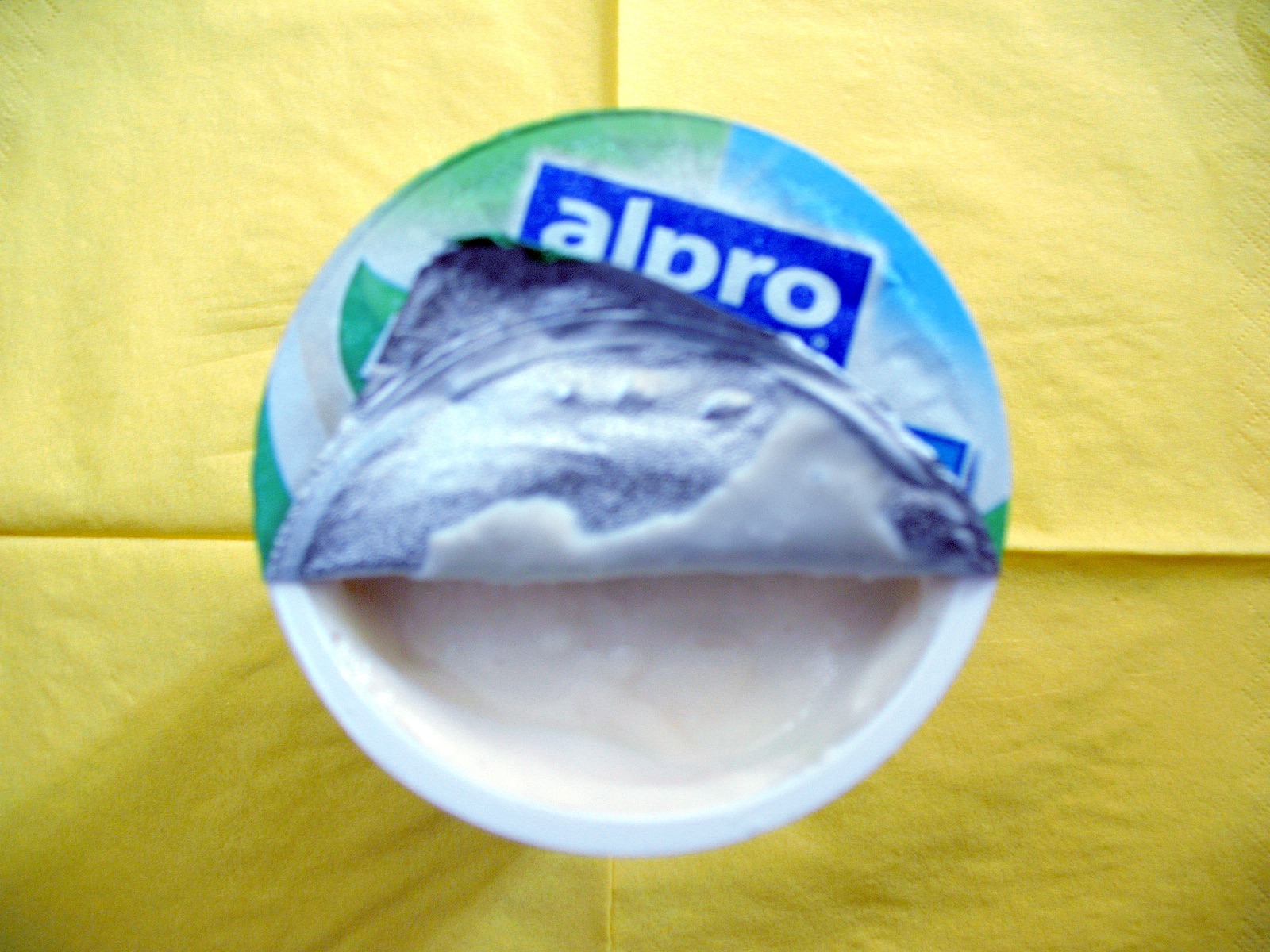
زبادي الصويا ألبرو

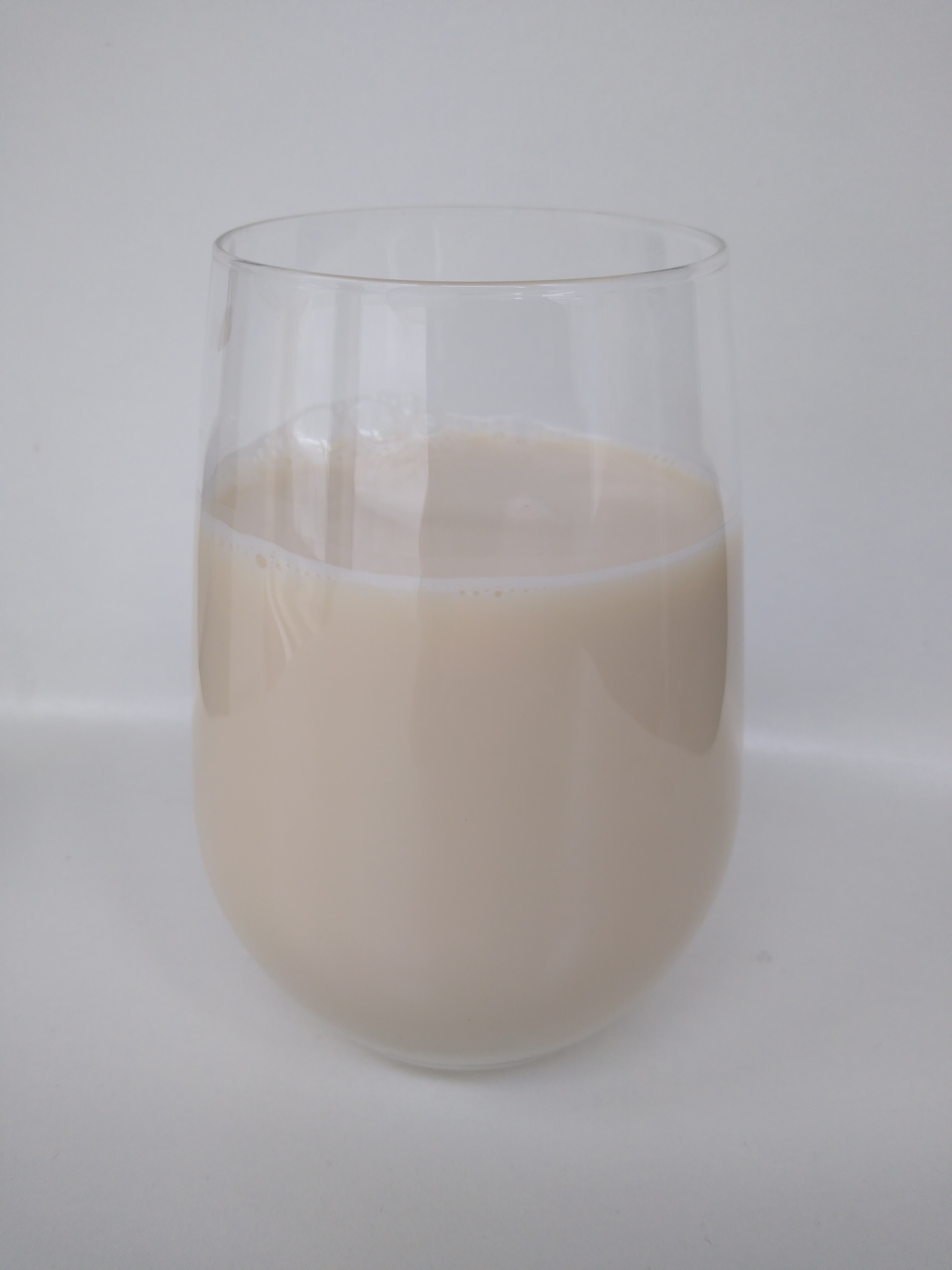
حليب اللوز ألبرو

ألبرو هي شركة أوروبية مقرها في غنت ، بلجيكا تقوم بتسويق المنتجات العضوية وغير العضوية وغير المعدلة وراثيًا ،   والمنتجات النباتية ، مثل الأطعمة والمشروبات المصنوعة من فول الصويا واللوز والبندق والكاجو والأرز أو الشوفان أو جوز الهند .    توظف ألبرو أكثر من 1200 شخص في أوروبا ولديها ثلاثة مرافق إنتاج في بلجيكا وفرنسا والمملكة المتحدة. تقوم ألبرو بتسويق منتجاتها في أوروبا وخارجها مع تركيز غالبية أعمالها في أوروبا.  

## منتجات
تشمل المنتجات حليب الصويا  ولبن الصويا وكريم الصويا والحلويات القائمة على فول الصويا والسمن النباتي والآيس كريم النباتي. جميع المنتجات مصنوعة إما من فول الصويا أو اللوز أو البندق أو الكاجو أو الأرز أو الشوفان أو جوز الهند غير المعدّل وراثيًا.
العلامة التجارية تحت شركة ألبرو Provamel مخصصة حصريًا للمنتجات العضوية (بما في ذلك العديد من الإصدارات العضوية من منتجات ألبرو صويا) ، والتي يتم بيعها فقط من قبل تجار التجزئة المستقلين للأغذية الصحية. 
سجل حليب الصويا من ألبرو أفضل النتائج (أعلى درجة من أصل 16 تم اختباره من حليب الصويا العادي المختلف) ، عندما تم تقييمه من قبل مجموعة سلامة المستهلك الرائدة في ألمانيا Stiftung Warentest .  
تشمل منتجات ألبرو الأخرى الزبادي وكذلك «منتجات الحلوى واللحوم البديلة». 

## روابط خارجية
</img>
- الموقع الرسمي